# Koellikeria mexicana
Koellikeria mexicana là một loài thực vật có hoa trong họ Tai voi. Loài này được Matuda mô tả khoa học đầu tiên năm 1956.